# Halowe Mistrzostwa Świata w Lekkoatletyce 2001 – skok wzwyż mężczyzn
Skok wzwyż mężczyzn – jedna z konkurencji rozgrywanych podczas halowych mistrzostw świata w lekkoatletyce w 2001, zmagania w niej odbyły się 11 marca.
Do konkursu zgłoszonych zostało 14 zawodników z 9 państw.
Zawody w tej konkurencji wygrał reprezentant Szwecji Stefan Holm. Drugą pozycję zajął zawodnik z Ukrainy Andrij Sokołowśkyj, trzecią zaś reprezentujący kraj triumfatora Staffan Strand.

## Wyniki
| Miejsce | Zawodnik               | Państwo           | Wysokość (m) | Wysokość (m) | Wysokość (m) | Wysokość (m) | Wysokość (m) | Wynik | Uwagi |
| Miejsce | Zawodnik               | Państwo           | 2,20         | 2,25         | 2,29         | 2,32         | 2,36         | Wynik | Uwagi |
| ------- | ---------------------- | ----------------- | ------------ | ------------ | ------------ | ------------ | ------------ | ----- | ----- |
| 1.      | Stefan Holm            | Szwecja           | O            | XO           | O            | XO           | XXX          | 2,32  |       |
| 2.      | Andrij Sokołowśkyj     | Ukraina           | O            | O            | O            | XXX          | –            | 2,29  |       |
| 3.      | Staffan Strand         | Szwecja           | –            | O            | XO           | XXX          | –            | 2,29  |       |
| 4.      | Nathan Leeper          | Stany Zjednoczone | XXO          | –            | XO           | XXX          | –            | 2,29  |       |
| 5.      | Javier Sotomayor       | Kuba              | –            | O            | –            | XXX          | –            | 2,25  |       |
| 5.      | Martin Buß             | Niemcy            | O            | O            | XXX          | –            | –            | 2,25  |       |
| 7.      | Jarosław Rybakow       | Rosja             | O            | XO           | XXX          | –            | –            | 2,25  |       |
| 8.      | Serhij Dymczenko       | Ukraina           | XXO          | XO           | XXX          | –            | –            | 2,25  |       |
| 9.      | Wiaczesław Woronin     | Rosja             | O            | XXO          | XXX          | –            | –            | 2,25  |       |
| 10.     | Andrej Czubsa          | Białoruś          | O            | XXX          | –            | –            | –            | 2,20  |       |
| 11.     | Charles Austin         | Stany Zjednoczone | XO           | –            | XXX          | –            | –            | 2,20  |       |
| 12.     | Mark Boswell           | Kanada            | XXO          | –            | XX-          | X            | –            | 2,20  |       |
| 12.     | Kwaku Boateng          | Kanada            | XXO          | –            | XX-          | X            | –            | 2,20  |       |
| –       | Konstantin Matusiewicz | Izrael            | XXX          | –            | –            | –            | –            | NM    |       |